# Blacc Hollywood
| Críticas profissionais | Críticas profissionais |
| Pontuações agregadas   | Pontuações agregadas   |
| Fonte                  | Avaliação              |
| ---------------------- | ---------------------- |
| Metacritic             | 54/100                 |
| Avaliações da crítica  |                        |
| Fonte                  | Avaliação              |
| AllMusic               | [ 2 ]                  |
| The A.V. Club          | D                      |
| Consequence of Sound   | C                      |
| Exclaim!               | 6/10                   |
| The Guardian           | [ 6 ]                  |
| HipHopDX               | [ 7 ]                  |
| Now                    | [ 8 ]                  |
| Slant Magazine         | [ 9 ]                  |
| Spin                   | 5/10                   |
| XXL                    | 3/5 (L)                |

Blacc Hollywood é o quinto álbum de estúdio do rapper americano Wiz Khalifa. O álbum foi lançado em 18 de agosto de 2014 na América do Norte por Rostrum Records e Atlantic Records. o álbum conta com a participação de artistas da Taylor Gang Records como  Juicy J, Ty Dolla Sign, Chevy Woods, e Project Pat, e de outros artistas como Ghost Loft, Snoop Dogg, ScHoolboy Q, Nas, Rick Ross, Nicki Minaj, Curren$y, Pimp C e Jeezy. O álbum teve seis singles lançados oficialmente, são eles "We Dem Boyz", "KK", "You and Your Friends", "Stayin Out All Night", "Promises" e "So High".

## Antecedentes
Em 24 de junho de 2013, Wiz Khalifa anunciou que seu terceiro grande álbum de estúdio etiqueta seria intitulado Blacc Hollywood e seria com colaborações de Miley Cyrus e Juicy J. Em 25 de maio de 2014 o rapper lançou sua décima segunda mixtape intitulado "28 Grams" , um dia depois de sair da prisão por posse de maconha. Em 30 de junho,Wiz Khalifa postou em sua conta oficial no Instagram a imagem da capa e data de lançamento de Blacc Hollywood. O álbum estava previsto para ser lançado em 19 de agosto de 2014. Em agosto de 2014 em entrevista a USA Today , o rapper disse que o álbum é o seu melhor trabalho até então.

## Singles
Em 11 de fevereiro de 2014, Khalifa lançou o primeiro single de Blacc Hollywood intitulado We Dem Boyz.Dois meses depois, em 14 de Abril, 2014, Khalifa lançou o videoclipe da canção. Em 15 de julho de 2014 foi lançado o segundo single do álbum, intitulado de "KK", com a participação de Project Pat e Juicy J. Em 15 de julho de 2014 o vídeo da música foi lançado. Em 22 de julho de 2014 foi lançado o terceiro single "You and Your Friends", com a participação de Snoop Dogg e Ty Dolla Sign. Em 28 de julho de 2014 foi lançado o quarta single " Stayin Out All Night " produzido por Dr. Luke Em 05 de agosto de 2014, "Promises" foi lançado como o quinto single. Em 06 de agosto de 2014 o videoclipe de "Promises" foi lançado. Em 12 agosto de 2014 foi lançado "So High" como o sexto single.

## Desempenho comercial
O álbum estreou no número um na Billboard 200, tendo vendido 90.453 cópias na primeira semana nos Estados Unidos. Em sua segunda semana, o álbum caiu para o número seis na parada, vendendo 30.000 cópias, elevando seu total vendas de álbuns para 121 mil cópias. No Canadá, o álbum estreou no número um na Canadian Albums Chart , vendendo 5.300 cópias.

## Alinhamento das faixas
| Faixas do álbum |                                                                  |         |  |
| N.º             | Título                                                           | Duração |  |
| 1.              | "Hope" (Com a participação de Ty Dolla Sign)                     | 5:24    |  |
| 2.              | "We Dem Boyz"                                                    | 3:44    |  |
| 3.              | "Promises"                                                       | 3:10    |  |
| 4.              | "KK" (Com a participação de Project Pat e Juicy J)               | 4:09    |  |
| 5.              | "House In The Hills" (Com a participação de Curren$y)            | 4:52    |  |
| 6.              | "Ass Drop"                                                       | 2:46    |  |
| 7.              | "Raw"                                                            | 3:37    |  |
| 8.              | "Stayin Out All Night"                                           | 4:17    |  |
| 9.              | "The Sleaze"                                                     | 4:25    |  |
| 10.             | "So High" (Com a participação de Ghost Loft)                     | 4:09    |  |
| 11.             | "Still Down" (Com a participação de Chevy Woods e Ty Dolla Sign) | 4:16    |  |
| 12.             | "No Gain"                                                        | 4:19    |  |
| 13.             | "True Colors" (Com a participação de Nicki Minaj)                | 4:15    |  |

| Faixas bônus edição de luxo |                                                                            |         |  |
| N.º                         | Título                                                                     | Duração |  |
| 14.                         | "We Dem Boyz (Remix)" (Com a participação de Rick Ross, Schoolboy Q e Nas) | 5:19    |  |
| 15.                         | "You and Your Friends" (Com a participação de Snoop Dogg e Ty Dolla Sign)  | 3:08    |  |

| Faixas bônus exclusivas |                                                             |         |  |
| N.º                     | Título                                                      | Duração |  |
| 16.                     | "On Me" (Com a participação de Jeezy)                       | 4:03    |  |
| 17.                     | "Word On the Town" (Com a participação de Juicy J e Pimp C) | 4:09    |  |
| 18.                     | "Incense"                                                   | 3:11    |  |

## Desempenho nas paradas

### Gráficos semanais
| Paradas (2014)                                    | Melhor posição |
| ------------------------------------------------- | -------------- |
| Alemanha (Offizielle Deutsche Charts)             | 12             |
| Bélgica (Ultratop Flandres)                       | 46             |
| Bélgica (Ultratop Valônia)                        | 40             |
| Canadá (Billboard)                                | 1              |
| Dinamarca (Hitlisten)                             | 28             |
| Estados Unidos (Billboard 200)                    | 1              |
| Estados Unidos (Billboard Top R&B/Hip-Hop Albums) | 1              |
| Estados Unidos (Billboard Rap Albums)             | 1              |
| França (SNEP)                                     | 31             |
| Hungria (MAHASZ)                                  | 8              |
| Itália (FIMI)                                     | 41             |
| Países Baixos (Dutch Charts)                      | 56             |
| Reino Unido (UK Albums Chart)                     | 27             |
| Reino Unido (UK R&B Albums Chart)                 | 3              |
| Suécia (Sverigetopplistan)                        | 46             |

## Histórico de lançamento
| País           | Data                   | Formato              | Gravadora                         |
| -------------- | ---------------------- | -------------------- | --------------------------------- |
| Reino Unido    | 18 de agosto de 2014   | CD, download digital | Atlantic Records                  |
| Estados Unidos | 19 de agosto de 2014   | CD, download digital | Atlantic Records, Rostrum Records |
| Estados Unidos | 30 de setembro de 2014 | Vinil                | Atlantic Records, Rostrum Records |